# Elaeocarpus bancroftii

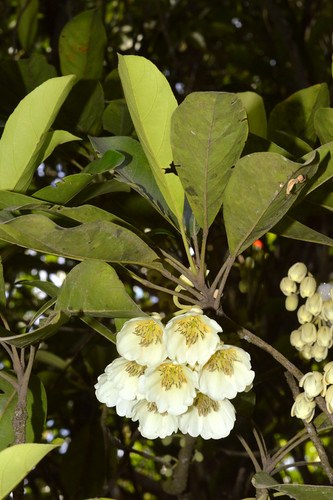
Blütenstand

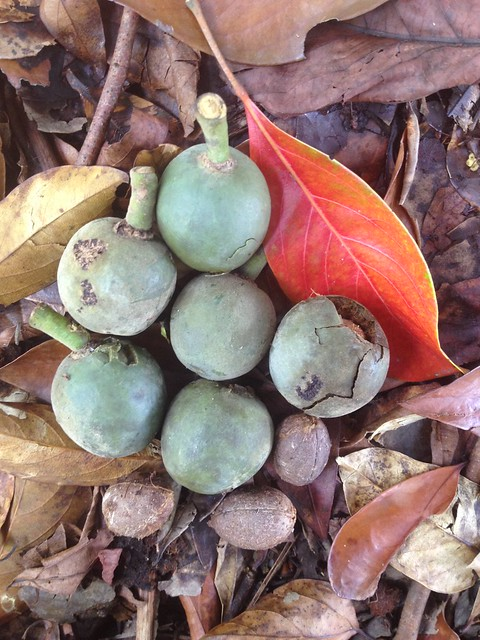
Früchte und Steinkerne

Elaeocarpus bancroftii ist ein Baum in der Familie der Elaeocarpaceae aus dem nordöstlichen Australien.

## Beschreibung
Elaeocarpus bancroftii wächst als meist immergrüner, langsamwüchsiger, bis 30 Meter hoher Baum. Der Stammdurchmesser erreicht über 65 Zentimeter. Der Stamm ist an Basis öfters geriffelt oder es sind Brettwurzeln vorhanden. Die braune Borke ist schuppig.
Die einfachen Laubblätter sind kurz gestielt und an den Zweigenden gehäuft angeordnet. Der schlanke Blattstiel ist bis etwa 4,5 Zentimeter lang. Die ledrigen, kahlen und eiförmigen bis verkehrt-eiförmigen oder elliptischen, abgerundeten bis stumpfen, seltener spitzen, ganzrandigen Blätter sind 7–13 Zentimeter lang. Die Blätter sind unterseits heller mit gefiederter Nervatur. Es sind mehr oder weniger beständige, minimale Nebenblätter vorhanden. Beim Laubwechsel werden die Blätter rötlich.
Es werden kleine, achselständige und doldige, wenigblütige, kurzhaarige Blütenstände gebildet. Die zwittrigen und dickgestielten, meist vierzähligen Blüten mit doppelter Blütenhülle sind weiß. Die schmal-eiförmigen, klappigen, ledrigen und dicklichen, etwa 15 Millimeter langen, innen gekielten, grünlich-weißen Kelchblätter sind außen feinsamtig sowie innen behaart. Die glockenförmig zusammenstehenden, verkehrt-eiförmigen, fast kahlen Petalen sind drei- bis fünflappig, -zähnig und bis 25 Millimeter lang. Es sind etwa 30 kurze Staubblätter mit schlanken, fast kahlen Staubfäden ausgebildet. Der dicht kurzhaarige, kleine und vierkammerige Fruchtknoten ist oberständig mit kurzem, schlanken sowie pfriemlichen, im unteren Teil behaarten Griffel mit minimaler Narbe. Es ist ein fein behaarter, leicht gelappter Diskus vorhanden.
Es werden eiförmige bis rundliche, bis 4,5 Zentimeter große und grünliche bis bläuliche oder gelbliche, einsamige, dünnfleischige Steinfrüchte mit dünner, sprödledriger Schale gebildet. Der holzige, feingrubige, glatte, große und deutlich vierteilige, ellipsoide, dickschalige Steinkern im fibrösen Fruchtfleisch ist hart.

## Verwendung
Die Früchte gelten als essbar.
Die Samen sind essbar, sie schmecken gut und ähnlich wie Hasel-, Kokosnüsse oder Macadamianüsse.
Das mittelschwere Holz ist hart und beständig.